# Energetsko strojništvo
Energétsko strôjništvo je tehnološko in strokovno področje strojništva, ki se osredotoča na energetske stroje: stroje za pridobivanje primarne energije, pretvarjanje  energije v koristnejše oblike (mehansko delo, električno energijo, toploto), za transport energije in rabo energije. Energetsko strojništvo obravnava zelo širok razpon strojev, od največjih postrojev kot so termoelektrarne in velike hidroelektrarne do zelo majhnih, kot na primer individualne klimatske naprave in majhni motorji z notranjim zgorevanjem. Strokovne specialnosti energetskega strojništva so na primer: prenos toplote, prenos snovi, zgorevanje, tehnična termodinamika; poleg povsod prisotnih disciplin konstruiranja strojev: trdnost, dinamika, ter ne najmanj (mikro) ekonomika energetskih sistemov.
Energetsko strojništvo se dotika ali prekriva z več drugimi področji, kot na primer elektroenergetiko, tehnologijo transporta in vozil.